# 過キセノン酸
過キセノン酸（かキセノンさん、perxenic acid）はキセノンのオキソ酸で希ガス化合物の一種であり、そのイオンは水溶液中および結晶中に確認されているが、分子式H4XeO6(XeO2(OH)4)と仮定される遊離酸の分子そのものは未確認である。
遊離酸はもとより水溶液でさえ安定には存在し得ず、四酸化キセノンの水溶液も速やかに分解し、過キセノン酸塩が単離されているのみである。
過キセノン酸イオンにおけるキセノン原子の酸化数は最高状態の+VIII (+8)であり、名称に「過」と付いているものの -O-O- 結合は存在せず過酸ではない。不安定な物質であり、特に酸性水溶液中では速やかに分解する。

## 性質

### 水溶液中の電離平衡
過キセノン酸は4価の酸であり、その25℃における酸解離定数は過キセノン酸ナトリウム水溶液の紫外可視吸収スペクトル（λ=200 - 300 nm）のpH依存性（pH=−0.2 - 13の範囲）から算出された。このスペクトルはpH=11における類似構造の過ヨウ素酸イオンのものに類似する。分解の速い酸性領域ではストップドフロー法 (stopped flow method)により、過キセノン酸ナトリウム水溶液と過塩素酸水溶液または緩衝溶液を瞬時に混合し、直ちにスペクトル測定することにより解離定数が見積もられた。
第一段階解離は強酸としてはたらき、第二段階解離以降は逐次弱くなり、第四段階解離は極めて弱い。
{\displaystyle {\ce {H4XeO6(aq) <=> H^+(aq) + H3XeO6^{-}(aq)}}},　　{\displaystyle {\mbox{p}}K_{a1}<0\,}
{\displaystyle {\ce {H3XeO_6^{-}(aq) <=> H^+(aq) + H2XeO6^{2-}(aq)}}},　　{\displaystyle {\mbox{p}}K_{a2}=4.29\pm 0.03,{\mathit {\Delta }}H^{\circ }=0\pm 5{\mbox{kJ mol}}^{-1}}
{\displaystyle {\ce {H2XeO6^{2-}(aq) <=> H^+(aq) + HXeO6^{3-}(aq)}}},　　{\displaystyle {\mbox{p}}K_{a3}=10.81\pm 0.04,{\mathit {\Delta }}H^{\circ }=3\pm 2{\mbox{kJ mol}}^{-1}}
{\displaystyle {\ce {HXeO6^{3-}(aq) <=> H^+(aq) + XeO6^{4-}(aq)}}},　　{\displaystyle {\mbox{p}}K_{a4}>14\,}
強酸性においても過キセノン酸分子を単離することができず、過キセノン酸ナトリウムあるいは過キセノン酸バリウムに濃硫酸を作用させると四酸化キセノンを生成する。
{\displaystyle {\ce {Ba2XeO6 + 2H2SO4 -> XeO4 + 2BaSO4 + 2H2O}}}

### 酸化還元挙動
過キセノン酸塩は水溶液中で徐々に酸素を発生しながら分解し、キセノン酸イオンを生成する。その速度はpHおよび濃度に依存し0.003mol dm−3の過キセノン酸イオンを含む溶液は、pH=11.5では1時間に約1%が分解し、pH=8では1分間に1%以上が分解し、pH=7以下ではほとんど瞬時に分解する。
{\displaystyle {\ce {2H2XeO6^2- + 2H^+ -> 2HXeO4^- + O2 + 2H2O}}}
pH=7 - 9付近では分解速度は H2XeO2−
6 濃度が低いほど遅くなり、pH=11 - 12付近では濃度依存性はほとんど見られない。
過キセノン酸およびそのイオンは強力な酸化剤としてはたらき、その酸化作用は酸性水溶液中で特に著しくなる。その標準酸化還元電位はおよそ以下のような値が見積もられている。
{\displaystyle {\ce {H4XeO_{6}->[{\rm {2.36V}}]XeO3->[{\rm {2.12V}}]Xe}}},　（酸性水溶液）
{\displaystyle {\ce {HXeO6^{3-}->[{\rm {0.94V}}]HXeO_{4}^{-}->[{\rm {1.26V}}]Xe}}},　（アルカリ性水溶液）
過キセノン酸イオンは酸性においてマンガン(II)イオンを過マンガン酸イオンに酸化する。またヨウ素酸イオンを過ヨウ素酸イオンに、コバルト(II)イオンCo2+をコバルト(III)イオンCo3+に速やかに酸化する。

## 過キセノン酸イオン
過キセノン酸の酸解離により逐次以下のような陰イオンが生成する。
- 第一段階解離：過キセノン酸三水素イオン（かキセノンさんさんすいそイオン、trihydrogenperxenate, H3XeO−
6）
- 第二段階解離：過キセノン酸二水素イオン（かキセノンさんにすいそイオン、dihydrogenperxenate, H2XeO2−
6）
- 第三段階解離：過キセノン酸水素イオン（かキセノンさんすいそイオン、hydrogenperxenate, HXeO3−
6）
- 第四段階解離：過キセノン酸イオン（かキセノンさんイオン、perxenate, XeO4−
6）

また過キセノン酸イオンはナトリウム塩およびバリウム塩などの結晶中にも存在する。
過キセノン酸イオンは6配位正八面体型構造で、Xe−O結合距離は過キセノン酸カリウム九水和物 K4XeO6·9H2O の単結晶X線構造解析において186±1 pmである。

## 過キセノン酸塩
過キセノン酸塩（かキセノンさんえん、perxenate）は過キセノン酸イオンを含むイオン結晶であり無色ないし黄色で、ナトリウム塩、カリウム塩、セシウム塩、リチウム塩、カルシウム塩、およびバリウム塩などが単離され、これらは200℃程度以下であれば安定である。多くは結晶水を含み、ナトリウム塩には六水和物Na4XeO6·6H2O および八水和物 Na4XeO6·8H2O などが存在する。
- 過キセノン酸ナトリウム (Na4XeO6)
- 過キセノン酸カリウム (K4XeO6)
- 過キセノン酸バリウム (Ba2XeO6)

過キセノン酸ナトリウムは水に対する溶解度が小さく飽和水溶液でも室温において0.025mol dm−3程度であり、水溶液は過キセノン酸の第四段階解離が極めて弱いため加水分解しやすく、水溶液は強塩基性を示す。
{\displaystyle {\ce {XeO6^{4-}(aq) + H2O(l) <=> HXeO6^{3-}(aq) + OH^{-}(aq)}}}

### 合成
過キセノン酸ナトリウムは当初、六フッ化キセノンの濃水酸化ナトリウム水溶液中における加水分解を伴う不均化により生成することが見出された。
{\displaystyle {\ce {2XeF6 + 4Na^+ + 16OH^- -> Na4XeO6 + Xe + O2 + 12F^- + 8H2O}}}
また、1mol dm−3水酸化ナトリウム水溶液中を三酸化キセノン水溶液に加えると、過キセノン酸ナトリウムがゆっくり沈殿する。
{\displaystyle {\ce {2HXeO4^- + 4 Na^+ + 2OH^- -> Na4XeO6 + Xe + O2 + 2H2O}}}
その反応機構は以下のように見積もられている。
{\displaystyle {\ce {2HXeO4^{-}->[{\rm {slow}}]XeO2\ +H2XeO6^{2-}}}}
{\displaystyle {\ce {{H2XeO6^{2-}}+{4Na^{+}}+2OH^{-}->[{\rm {fast}}]{Na4XeO6(s)}+2H2O}}}
{\displaystyle {\ce {XeO2->[{\rm {fast}}]Xe{}+O2}}}
より純粋な過キセノン酸ナトリウムは1mol dm−3水酸化ナトリウム水溶液中において三酸化キセノンをオゾン酸化することにより得られる。
{\displaystyle {\ce {HXeO4^- + 4Na^+ + O3 + 3OH^- -> Na4XeO6 + O2 + 2H2O}}}
一方、オゾンで処理して不純物を分解した水酸化カリウム水溶液中では三酸化キセノン濃度0.003mol dm−3以下において酸素を失わない不均化反応が見られる。
{\displaystyle {\ce {4HXeO4^- + 5OH^- -> 3HXeO6^3- + Xe + 3H2O}}}
0.007mol dm−3三酸化キセノン溶液に撹拌しながら0.2mol dm−3水酸化バリウム水溶液を加えるとキセノン酸バリウムを経て過キセノン酸バリウムが生成する。
{\displaystyle {\ce {{XeO3}+{Ba^{2}+}+2OH^{-}->[{\rm {fast}}]{BaXeO4(s)}+H2O}}}
{\displaystyle {\ce {2BaXeO_{4}(s)->[{\rm {moderate}}]{Ba2XeO6(s)}+XeO_{2}}}}
{\displaystyle {\ce {XeO2->[{\rm {fast}}]{Xe}+O2}}}